# استنلی کوان
استنلی کوان (انگلیسی: Stanley Kwan؛ زادهٔ ۹ اکتبر ۱۹۵۷) یک کارگردان و تهیه‌کننده فیلم اهل چین است. در ژوئن ۲۰۲۵ از او دعوت شد تا به عضویت بخش کارگردانان آکادمی علوم و هنرهای سینما بپیوندد.
از فیلم‌ها یا مجموعه‌های تلویزیونی که وی در آن‌ها نقش داشته‌است می‌توان به زن، سرخ، لان یو، جایگاه چشمگیر و حسرت ابدی اشاره نمود.